# František Adámek (sochař)
František Václav Adámek (1. května 1713 Benátky nad Jizerou – 2. února 1779 Benátky nad Jizerou) byl český barokní sochař a řezbář.

## Život
Následoval známého sochaře Matyáše Bernarda Brauna. Sochařství se vyučil pravděpodobně u J. dlouhého ( 1693–1738) a pravděpodobně prošel i Braunovou dílnou. V roce 1735 pomáhal patrně při realizaci Braunových modelů alegorií pro zámeckou zahradu F. A. Šporka v Lysé nad Labem. V roce 1741 nejspíš sám řezal výzdobu kostela v Lysé nad Labem a doplnil galerii soch před ním čtyřmi evangelisty a andělem strážným. Následující roky vytvořil sochy a oltáře kazatelny v kostele v Dubé u České Lípy. Pracoval i na kostele v Nymburce a v Brandýse nad Labem.

## Osobní život
Jeho syn František Josef Adámek jehož dochovaná díla v duchu klasicismu jsou považována za výtvarně nenáročná, pracoval pro kostely ve Vyšehořovicích u Českého Brodu, Sobčicích u Hořic a Svémyslicích u Prahy. Vnuk Jan Adámek byl známým malířem miniatur.

## Dílo
K jeho nejznámějším dílům patří alegorie čtyř ročních období která jé umístěna v zámeckém parku v Lysé nad Labem. V Kostele sv.Jana Křtitele v Lysé nad Labem má sochu čtyř evangelistů ( Marek, Matouš, Lukáš, Jan a Anděl strážce) která tam byla pravděpodobně umístěna v roce 1741. V Nymburském kostele sv. Jiljí vyzdobil svými sochami interiér.